# Incendio de Black Forest

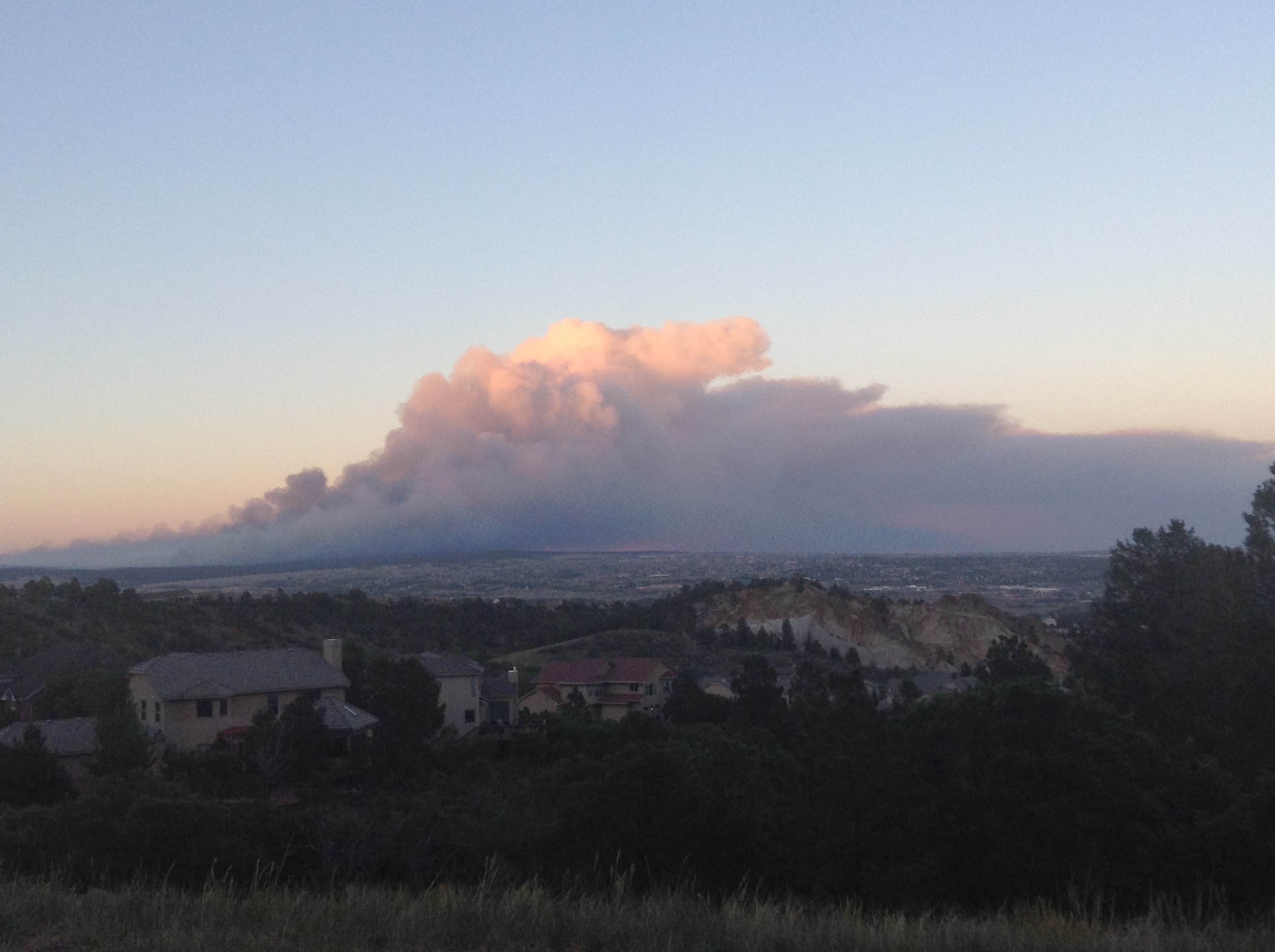
La pluma de humo que salía de la zona del Black Forest el 11 de junio de 2013, el primer día del incendio.

El incendio de Black Forest fue un incendio forestal que comenzó cerca de la autopista 83 y Shoup Road en el Black Forest, Colorado, alrededor de las 1:00 p. m. el 11 de junio de 2013. A partir de la mañana del 13 de junio de 2013 varias evacuaciones de la zona fueron ordenadas, y al menos 360 estructuras se perdieron, según The Denver Post. La zona de evacuación es de 94.000 acres (147 km ², 380 km²) hectáreas, 13.000 hogares y 38.000 personas.Se estima que el fuego ha quemado en la actualidad más de 15.000 acres (23 km ², 61 km²). Ha habido dos víctimas mortales como consecuencia de este incendio.
Tres refugios han sido coordinados en el ámbito de los seres humanos, incluyendo Elbert County Fairgrounds, que está aceptando a los seres humanos, animales domésticos y animales de gran tamaño. Otros dos centros de acogida son designados sólo para los animales grandes.
457 bomberos están trabajando en la línea de fuego por The Denver Post, incluidas las agencias alrededor del fuego y de la Guardia Nacional de Colorado, así como el personal selecto de equipos de extinción de incendios en Fort Carson y cerca de la Academia de la Fuerza Aérea. El gobernador Hickenlooper dirigió Administradores de Emergencias en el puesto de mando el 12 de junio. El Comando del Norte de EE. UU. está ayudando con los esfuerzos de lucha contra el fuego.